# ناثان أبوت
ناثان أبوت (بالإنجليزية: Nathan Abbott)‏ هو محامي أمريكي، ولد في 1854، وتوفي في 4 يناير 1941.